# Kurze Grzędy (Natura 2000)

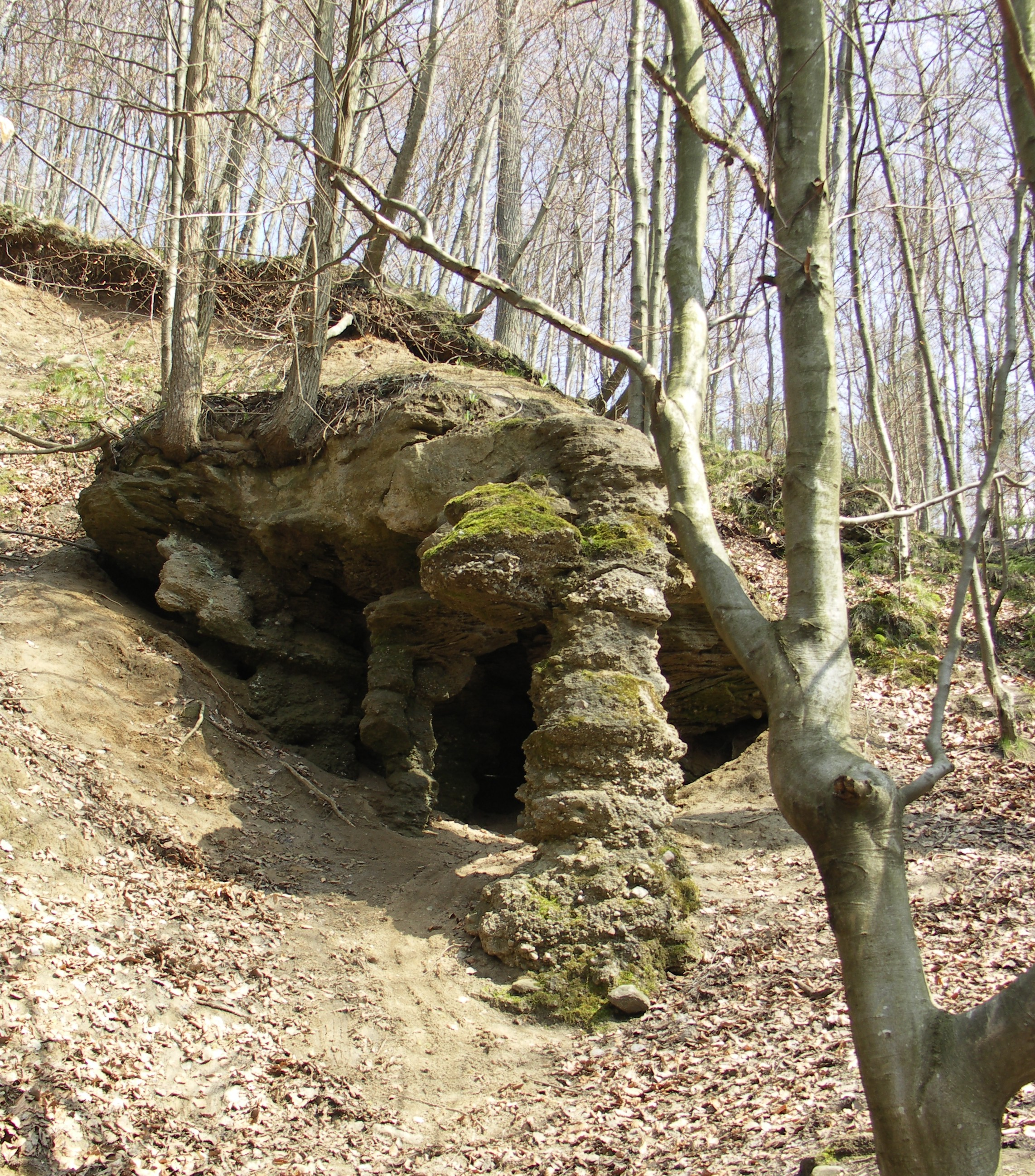
Rezerwat Lubygość nad jeziorem Lubogoszcz

Kurze Grzędy (PLH220014) – mająca znaczenie dla Wspólnoty ostoja o powierzchni 1586,59 ha, położona w województwie pomorskim na terenie powiatu kartuskiego (niewielki fragment leży także w powiecie wejherowskim), włączona do sieci Natura 2000 jako specjalny obszar ochrony siedlisk (zatwierdzona jako OZW Decyzją Komisji Europejskiej z 13 listopada 2007 r., która weszła w życie w lutym 2008 r.).

## Opis obszaru
Ostoja Kurze Grzędy obejmuje zwarty kompleks leśny (Lasy Mirachowskie) wraz z siecią strumieni o charakterze potoków i jeziorek lobeliowych. Położona jest w strefie krawędziowej Pojezierza Kaszubskiego, której bardzo urozmaicona rzeźba została ukształtowana w czasie zlodowacenia północnopolskiego. Na terenie ostoi występują cenne starodrzewy bukowe oraz wiele zwierząt i roślin objętych ochroną gatunkową. Stwierdzono również obecność pozostałości wczesnośredniowiecznego grodziska i cmentarzyska kurhanowego. 
Przyroda obszaru zagrożona jest głównie przez osuszanie terenów podmokłych oraz eutrofizację i dystrofizację jezior lobeliowych.

## Siedliska

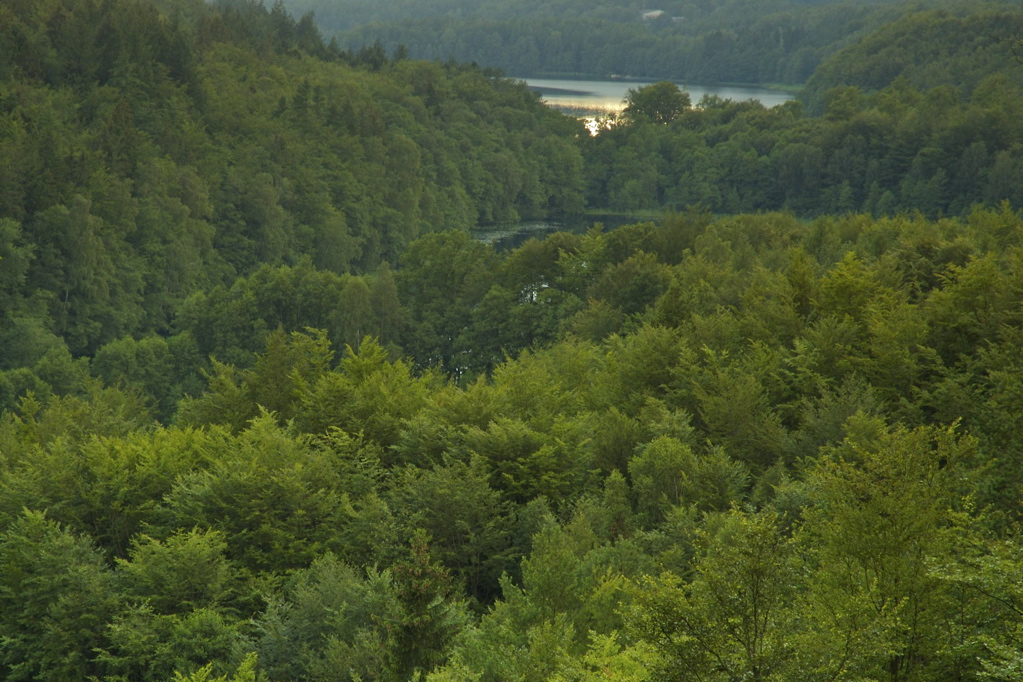
Okolice Jeziora Potęgowskiego

Obszar ostoi Kurze Grzędy w 50% pokrywa las mieszany, w 22% las liściasty, a w 22% las iglasty. Pozostały teren pokryty jest w 4% jeziorami lobeliowymi, a w 2% siedliskami rolniczymi.
Na terenie ostoi stwierdzono występowanie następujących siedlisk przyrodniczych:
- kwaśne buczyny (Luzulo-Fagenion) – 20,1% obszaru
- bory i lasy bagienne (brzezina bagienna, Vaccinio uliginosi-Pinetum) – 10%
- naturalne dystroficzne zbiorniki wodne – 5%
- żyzne buczyny (Dentario glandulosae-Fagenion, Galio odorati-Fagenion) – 5%
- acydofilny las brzozowo-dębowy – 5%
- torfowiska wysokie zdegradowane, lecz zdolne do naturalnej i stymulowanej regeneracji – 3%
- jeziora lobeliowe – 1%
- torfowiska przejściowe i trzęsawiska (przeważnie z roślinnością z klasy Scheuchzerio-Caricetea) – 0,1%
- obniżenia na podłożu torfowym z roślinnością ze związku Rhynchosporion – 0,1%
- grąd subatlantycki – 0,1%

## Chronione gatunki zwierząt i roślin
Na terenie ostoi występują objęte ochroną gatunkową:
- zwierzęta:
  - wydra europejska
  - skójka gruboskorupowa
  - jeleń szlachetny
  - kuna domowa
  - borsuk
  - gronostaj
  - łasica
  - rzęsorek mniejszy
- rośliny:
  - podrzeń żebrowiec
  - turzyca bagienna
  - konwalia majowa
  - rosiczka okrągłolistna
  - kruszyna pospolita
  - przytulia wonna
  - bluszcz pospolity
  - wroniec widlasty
  - bagno zwyczajne
  - lobelia jeziorna
  - widłak jałowcowaty
  - widłak goździsty
  - grążel żółty
  - grzybienie północne
  - paprotka zwyczajna
  - porzeczka czarna
  - wełnianeczka darniowa
  - torfowiec bałtycki
  - torfowiec brunatny
  - torfowiec magellański
  - torfowiec brodawkowaty
  - torfowiec okazały
  - torfowiec czerwonawy
- grzyby (porosty)
  - brodaczka kępkowa

## Ochrona przyrody
Ostoja położona jest na terenie Kaszubskiego Parku Krajobrazowego oraz obejmuje rezerwaty: Kurze Grzędy, Jezioro Turzycowe, Żurawie Błota, Lubygość i Lechicka Szczelina. Teren OZW Kurze Grzędy leży ponadto na terenie obszaru specjalnej ochrony ptaków Lasy Mirachowskie (PLB220008).